# 法國海軍上將
法國海軍上將 (Amiral de France) 是法國的榮譽軍銜而非正式軍階，在地位上同等於法國元帥，兩者皆為法國的顯貴頭銜之一。